# Agroiconota sanareensis
Agroiconota sanareensis es un coleóptero de la familia Chrysomelidae. Fue descrita en 2005 por Borowiec.